# Gralhão
Caracará-vespeiro, cancão gralhão ou cancão-grande (Ibycter americanus ou Daptrius americanus) é uma ave falconiforme, da família dos falconídeos, de distribuição amazônica e encontrada em matas e cerrados. Chega a medir até 50 cm de comprimento, plumagem alvinegra, face e garganta nuas e vermelhas, cauda longa negra, bico amarelo e pernas vermelhas. Também é conhecido pelos nomes de alma-de-caracará-preto, alma-de-tapuio, cã-cã, cancã, caracará-preto e uracaçu.
O gralhão é por vezes classificado no gênero monotípico Ibycter.

## Taxonomia
O gralhão foi descrito pelo polímata francês Georges-Louis Leclerc, conde de Buffon em 1770 em sua Histoire Naturelle des Oiseaux a partir de um espécime coletado em Caiena, Guiana Francesa . A ave também foi ilustrada em uma placa colorida à mão gravada por François-Nicolas Martinet nos Planches Enluminées D'Histoire Naturelle, produzida sob a supervisão de Edme-Louis Daubenton para acompanhar o texto de Buffon. Nem a legenda da placa nem a descrição de Buffon incluíam um nome científico, mas em 1783 o naturalista holandês Pieter Boddaert cunhou o nome binomial Falco americanus em seu catálogo dos Planches Enluminées .

## Características
Mede cerca de 50 cm de comprimento. Possui coloração negra, com papo e garganta vermelhos e porção ventral branca.

## Alimentação
Alimenta-se de frutas, abelhas, cupins, sementes, larvas e adultos de marimbondos, os quais consegue derrubando suas casas.
O gralhão caça no dossel e no sub-bosque da selva da planície, forrageando principalmente para ninhos de insetos. A maioria dos gralhões caça silenciosamente, mas ocasionalmente fazem grasnidos suaves e às vezes caçam em grupos. Ao caçar em grupos, um ou dois indivíduos procuram predadores no dossel, enquanto o bando restante caça no sub-bosque. O gralhão a é altamente territorial, com quatro a oito indivíduos em um grupo.
A dieta consiste principalmente em larvas de marimbondos, vespas e abelhas, embora comam insetos maduros e também se alimentem de frutas e bagas encontradas nas planícies úmidas subtropicais e tropicais e nas regiões montanhosas de seu habitat na América Central e do Sul. A biodiversidade do ecossistema florestal é fundamental para a dieta especial das aves, uma vez que vespas e abelhas costumam fazer seus ninhos em buracos ou entre galhos de árvores maduras encontradas em florestas antigas. O desmatamento e as práticas de agricultura intensiva prejudicam severamente a população do gralhão, provavelmente sendo responsável por seus raros avistamentos hoje. Após a década de 1950, sua população e distribuição diminuíram rapidamente na Costa Rica, Honduras, Panamá, Equador e Guiana Francesa, fazendo com que a espécie fosse colocada na lista de espécies ameaçadas de extinção da World Wildlife. Até 2013, muito pouco se sabia sobre o comportamento alimentar do gralhão até que um estudo de biólogos canadenses  na Estação de Campo de Nouragues, na Guiana Francesa. A filmagem científica mostra as aves usando uma estratégia de ataque de mergulho aéreo “fly-by” rápido para derrubar os ninhos de vespas no chão da floresta, enquanto evitam habilmente a maioria das picadas de vespas.As aves mergulham repetidamente e em seguida fazem uma guinada para cima, para afastar ou confundir os enxames de defensores furiosos ao redor da colmeia. Os pesquisadores também descobriram que as vespas defensoras neotropicais eventualmente abandonam suas colméias danificadas e se retiram, ao lado de vespas operárias menores, para reconstruir um novo local de ninho.

## Reprodução
Faz ninho de gravetos no alto das árvores, pondo 2 ou 3 ovos brancos ou amarelados, pontilhados de marrom.

## Hábitos
É incomum, habitando o interior e a borda de florestas densas, florestas de várzea, cerrados e clareiras com árvores esparsas. Barulhento, vive sempre em pequenos bandos com cerca de 5 indivíduos. Normalmente pousa no alto de árvores ao longo de rios ou da borda da floresta; às vezes é visto no estrato baixo ou mesmo no chão.

## Distribuição Geográfica
Ocorre na Amazônia brasileira, Piauí e, em direção sul, até o Paraná. Encontrado também do México ao Equador e Peru.